# Cocoa Beach
Cocoa Beach ist eine Stadt im Brevard County im US-Bundesstaat Florida. Das U.S. Census Bureau hat bei der Volkszählung 2020 eine Einwohnerzahl von 11.354 ermittelt.

## Geographie
Cocoa Beach liegt zwischen dem Indian River (einem Teil des Intracoastal Waterway) und dem Atlantik an der Ostküste Floridas. Die Stadt liegt rund 40 km südlich von Titusville sowie rund 90 km südöstlich von Orlando.

## Religionen
In Cocoa Beach gibt es derzeit 14 verschiedene Kirchen aus 8 verschiedenen Konfessionen, darunter ist die Katholische Kirche mit 2 Kirchen am stärksten vertreten. Es gibt 4 zu keiner Konfession gehörende Kirchen (Stand: 2004).

## Demographische Daten
Laut der Volkszählung 2010 verteilten sich die damaligen 11.231 Einwohner auf 8.866 Haushalte. Die Bevölkerungsdichte lag bei 884,3 Einw./km². 95,6 % der Bevölkerung bezeichneten sich als Weiße, 0,8 % als Afroamerikaner, 0,4 % als Indianer und 1,5 % als Asian Americans. 0,5 % gaben die Angehörigkeit zu einer anderen Ethnie und 1,2 % zu mehreren Ethnien an. 3,2 % der Bevölkerung bestand aus Hispanics oder Latinos.
Im Jahr 2010 lebten in 13,6 % aller Haushalte Kinder unter 18 Jahren sowie in 46,2 % aller Haushalte Personen mit mindestens 65 Jahren. 51,8 % der Haushalte waren Familienhaushalte (bestehend aus verheirateten Paaren mit oder ohne Nachkommen bzw. einem Elternteil mit Nachkomme). Die durchschnittliche Größe eines Haushalts lag bei 1,88 Personen und die durchschnittliche Familiengröße bei 2,47 Personen.
12,4 % der Bevölkerung waren jünger als 20 Jahre, 13,1 % waren 20 bis 39 Jahre alt, 31,9 % waren 40 bis 59 Jahre alt und 42,4 % waren mindestens 60 Jahre alt. Das mittlere Alter betrug 56 Jahre. 50,0 % der Bevölkerung waren männlich und 50,0 % weiblich.
Das durchschnittliche Jahreseinkommen lag bei 53.951 $, dabei lebten 8,1 % der Bevölkerung unter der Armutsgrenze.
Im Jahr 2000 war Englisch die Muttersprache von 92,58 % der Bevölkerung, spanisch sprachen 2,92 % und 4,50 % hatten eine andere Muttersprache.

## Schulen
- Cocoa Beach Christian School
- Cocoa Beach Junior/senior High School
- Freedom 7 School of International Studies
- Our Saviour Catholic School
- Theodore Roosevelt Elementary School

## Kliniken
- Cape Canaveral Hospital

## Verkehr
Cocoa Beach wird von den Florida State Roads A1A und 520 durchquert. Der nächste Flughafen ist der Orlando Melbourne International Airport (rund 30 km entfernt).

## Kriminalität
Die Kriminalitätsrate lag im Jahr 2010 mit 499 Punkten (US-Durchschnitt: 266 Punkte) im hohen Bereich. Es gab acht Vergewaltigungen, 14 Raubüberfälle, 73 Körperverletzungen, 81 Einbrüche, 786 Diebstähle, 23 Autodiebstähle und zwei Brandstiftungen.

## Söhne und Töchter der Stadt
- Kelly Slater (* 1972), elffacher Weltmeister im Wellenreiten
- Ashlyn Harris (* 1985), Fußballtorhüterin in der US-amerikanischen Frauennationalmannschaft und bei Orlando Pride

## Dies und Das
Cocoa Beach ist bekannt als Spielort der Sitcom Bezaubernde Jeannie.